# Turnul Dezrobirii Basarabiei
Turnul Dezrobirii Basarabiei a fost un monument de peste 30 metri realizat în anul 1942 de Octav Doicescu și Dumitru Ghiulamila și amplasat în municipiul Chișinău (azi în Republica Moldova). La dezvelire, pe 1 noiembrie 1942, au fost prezenți Mihai al României și Mihai Antonescu.
Monumentul a fost construit din inițiativa Guvernământului Basarabiei, pe locul de unde mareșalul Ion Antonescu, comandant de căpetenie al armatelor germano-române, în ziua de 15 iulie 1941, a urmărit și a condus operațiile pentru eliberarea orașului Chișinău.

## Descriere
Monumentul se afla pe o colină în fața orașului Chișinău, pe drumul dispre Ungheni. La el au lucrat peste 500 de muncitori timp de 60 de zile, în lunile august-octombrie 1942, folosind piatră scoasă din carierele de la Ghidighici și Cricova.
Ansamblul construcției era format din trei părți:
1. Turnul
2. Blocul de piatră cu pisania
3. Colonada (propilee)

Turnul, de formă pătrată și o înălțime de circa 30 de metri, avea pe fețele lui încrustate 14 semne din marmură, reprezentând stemele României, Basarabiei, Moldovei si a unor județe si orașe importante.
Intrarea în turn era străjuită de un basorelief cu un fragment din Columna lui Traian precum și de următoarele cuvinte „Ca și Columna lui Traian, suntem unde am fost și rămânem unde suntem”.
În interiorul turnului se afla o scară elicoidală care ducea la o cameră de rugă.  
Blocul de piatră cu pisania se afla în fața turnului. Blocul era masiv de aproape 8 metri înălțime.
Colonada (propileele) era formată din 24 de stâlpi din piatră pe care erau înscrise numele unităților care au luptat pentru eliberarea Chișinăului.
Întregul monument a fost distrus de către „eliberatorii” sovietici după reocuparea Basarabiei în 1944. În prezent, locația este acoperită cu un strat gros de gunoi industrial.